# Necip Memili
Necip Memili (Adana, 27 maggio 1980) è un attore turco.

## Biografia
Nato nel 1980 ad Adana (Turchia) da madre Emel e da padre Nihat Memili, Necip ha due fratelli, Bahtiyar e Özkan. Dopo aver completato l'istruzione primaria e secondaria, ha deciso di iscriversi presso il dipartimento di recitazione del teatro del conservatorio statale dell'Università di Çukurova, dove al termine degli studi ha conseguito la laurea per poi trasferirsi a Istanbul. Nel 1999 ha iniziato a lavorare come attore dilettante per il teatro comunale Seyhan della sua città natale.
A Istanbul si è unito al cast di Uçurtmanın Kuyruğu, una commedia teatrale scritta da Savaş Dinçel e diretta da Erdal Cindoruk. Nel 2005 ha compiuto il suo debutto televisivo nella serie Beşinci Boyut. Dal 2007 al 2009 ha ottenuto il ruolo di Erkan Taşkın nella serie Yaprak Dökümü. Dal 2009 al 2011 è stato scritturato per interpretare il ruolo di Zaloğlu Ramazan nella serie Hanımın Çiftliği. Nel 2010 ha fatto il suo esordio al cinema nei film Nene Hatun e Kukuriku Kadin Kralligi. Nel 2011 e nel 2012 ha preso parte al cast della serie Firar, nel ruolo di Fikret. Dal 2012 al 2014 ha interpretato il ruolo di Cumali nella serie Yalan Dünya e quello di Azer Barazoğlu nella serie Dila Hanim.
Nel 2015 ha vestito i panni di Vedat Seyhanlı nella serie Bedel, seguiti nel 2016 da quelli di Musa Bozoğlu nella serie Kehribar. Nel 2016 e nel 2017 ha fatto parte del cast della serie storica Il secolo magnifico: Kösem (Muhtesem Yüzyil: Kösem), in cui ha interpretato il ruolo di Evliya Çelebi, seguito nel 2017 dal ruolo di Hakan Önder nella serie Bitter Sweet - Ingredienti d'amore (Dolunay). Nel 2018 e nel 2024 ha preso parte al cast della serie Sahsiyet, nel ruolo di Tolga Yazgan. Dal 2018 al 2021 ha fatto parte del cast della serie Çukur, dove ha interpretato il personaggio di Cumali. Nel 2021 e nel 2022 ha ricoperto il ruolo di Ali Gelik nella serie Kanunsuz Topraklar. Nel 2023 ha vestito i panni di Turgut nella serie Yüz Yıllık Mucize e quelli di Necati nel film di Netflix Oh Belinda (Aaahh Belinda). Nel 2023 e nel 2024 ha ricoperto i ruolo di Reha Özkan nella serie Sandık Kokusu.

## Vita privata
Dal 2020 è sposato con Didem Dayıcıoğlu, dalla quale ha avuto una figlia, Asya, nata nel luglio dello stesso anno.

## Filmografia

### Attore

#### Cinema
- Nene Hatun, regia di Avni Kütükoglu (2010)
- Kukuriku Kadin Kralligi, regia di Serkan Ok (2010)
- Luks Otel, regia di Kenan Korkmaz (2011)
- Ay Büyürken Uyuyamam, regia di Serif Gören (2011)
- Sümela'nin Sifresi: Temel, regia di Adem Kiliç e Serkan Karaarslan (2011)
- Moskova'nin Sifresi Temel, regia di Adem Kiliç (2012)
- Benimle Oynar misin?, regia di Aydin Bulut (2013)
- Halam Geldi, regia di Erhan Kozan (2013)
- Sürgün Inek, regia di Ayhan Özen (2014)
- Guruldayan Kalpler, regia di Caner Güler (2014)
- Yok Artik, regia di Caner Özyurtlu (2015)
- Kaçma Birader, regia di Defne Deliormanli, Murat Kaman & Ömer Faruk Sorak (2016)
- Deli Dumrul, regia di Burak Aksak (2017)
- Karakomik Filmler: Kaçamak, regia di Cem Yilmaz (2019)
- Sen Ben Lenin, regia di Tufan Tastan (2021)
- Kimya, regia di Umut Evirgen (2021)
- Karanlik Gece, regia di Özcan Alper (2022)
- Annesinin Kuzusu, regia di Umut Evirgen (2022)
- Son Akşam Yemeği, regia di Levent Onan (2023)
- Arap Kadri ve Tarzan, regia di Emre Kavuk (2023)
- Oh Belinda (Aaahh Belinda), regia di Deniz Yorulmazer (2023)
- Başkan, regia di Ulaş Bahadır (2024)

#### Televisione
- Beşinci Boyut – serie TV (2005)
- Selena – serie TV (2006)
- Arka Sokaklar – serie TV (2007)
- Hakkını Helal Et – serie TV (2007)
- Bez Bebek – serie TV (2007)
- Pusat – serie TV, 1 episodio (2007)
- Arka Sokaklar – serie TV, 1 episodio (2007)
- Yaprak Dökümü – serie TV, 41 episodi (2007-2009)
- Bez Bebek – serie TV, 4 episodi (2008-2009)
- Hanımın Çiftliği – serie TV, 70 episodi (2009-2011)
- Firar – serie TV, 35 episodi (2011-2012)
- Yalan Dünya – serie TV, 27 episodi (2012-2014)
- Dila Hanim – serie TV, 62 episodi (2012-2014)
- Ulan Istanbul – serie TV, 3 episodi (2014)
- Bedel – serie TV, 20 episodi (2015)
- Kehribar – serie TV, 15 episodi (2016)
- Il secolo magnifico: Kösem (Muhtesem Yüzyil: Kösem) – serie TV, 11 episodi (2016-2017)
- Bitter Sweet - Ingredienti d'amore (Dolunay) – serie TV, 26 episodi (2017)
- Sahsiyet – serie TV, 13 episodi (2018, 2024)
- Çukur – serie TV, 99 episodi (2018-2021)
- Kanunsuz Topraklar – serie TV, 16 episodi (2021-2022)
- Ersan Kuneri – serie TV, 1 episodio (2022)
- Darmaduman – serie TV, 9 episodi (2022)
- Ambizione (Kuş Uçuşu) – serie TV, 9 episodi (2022)
- Yüz Yıllık Mucize – serie TV, 13 episodi (2023)
- Sandık Kokusu – serie TV, 36 episodi (2023-2024)
- Eşref Rüya – serie TV (2025)

#### Cortometraggi
- Portrait, regia di Ali Tansu Turhan (2011)
- Scent of Yasemin, regia di Batikan Alkan (2018)

#### Video musicali
- Nere Gitsen Çukur Orda di Toygar Isikli, feat. Çukurspor (2019)

### Doppiatore
- Kayip Armagan (2010)

## Teatro
- Bira Fabrikası (2015)[28]
- Afife (2024)[29]

## Doppiatori italiani
Nelle versioni in italiano dei suoi film e delle sue serie TV, Hakan Kurtaş è stato doppiato da:
- Francesco De Francesco[30] in Bitter Sweet - Ingredienti d'amore[31]

## Riconoscimenti
- International İzmit Film Festival
  - 2020: Candidato come Miglior attore non protagonista per il film Karakomik Filmler: Kaçamak
- Sadri Alisik Theatre and Cinema Awards
  - 2016: Candidato come Miglior interpretazione di un attore in un film di commedia per Guruldayan Kalpler
  - 2017: Candidato come Miglior interpretazione di un attore non protagonista in un film di commedia per Kaçma Birader
  - 2023: Candidato come Miglior interpretazione di un attore non protagonista in un film per Oh Belinda (Aaahh Belinda)